# Frösängs kapell

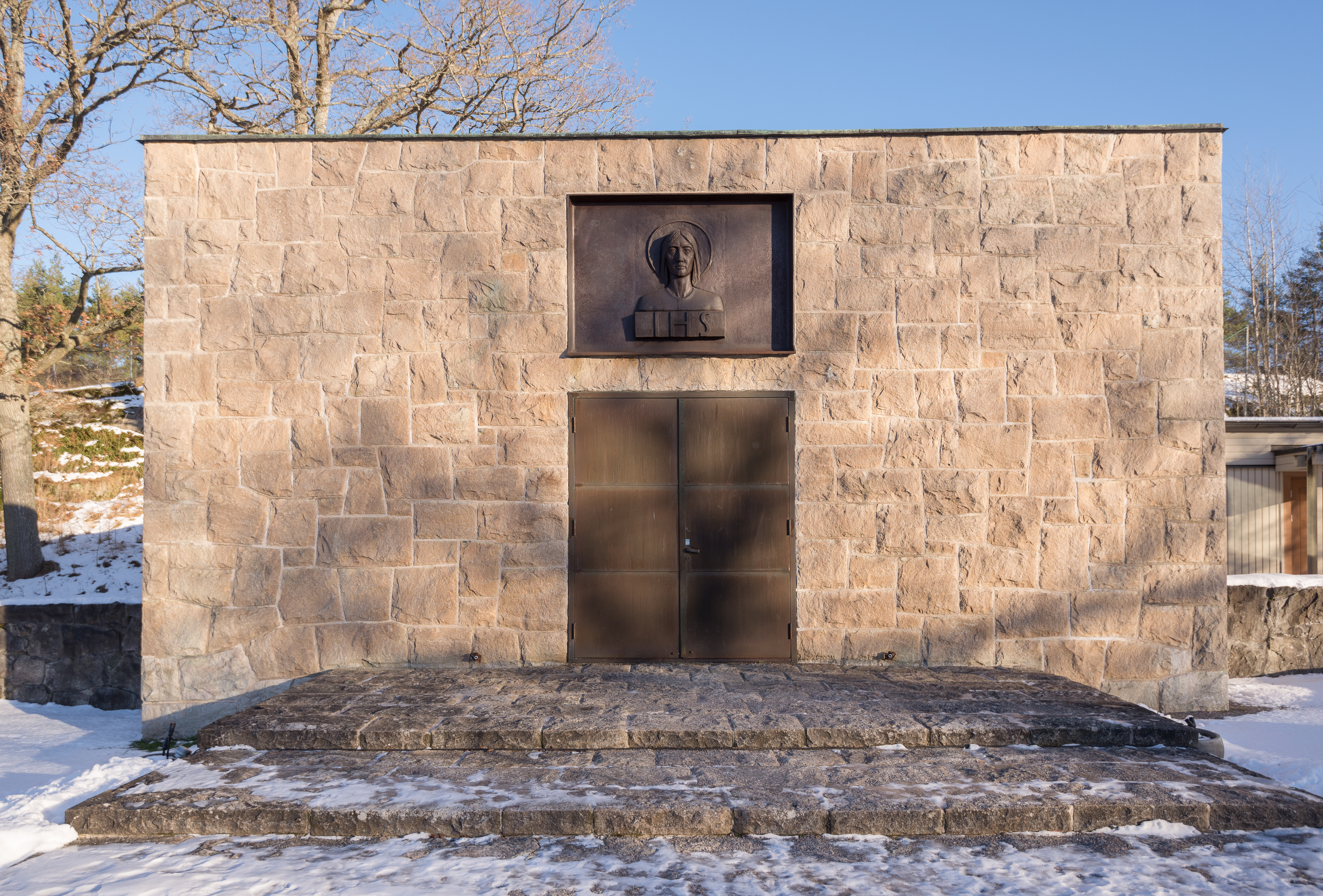
Västfasaden med huvudentrén.

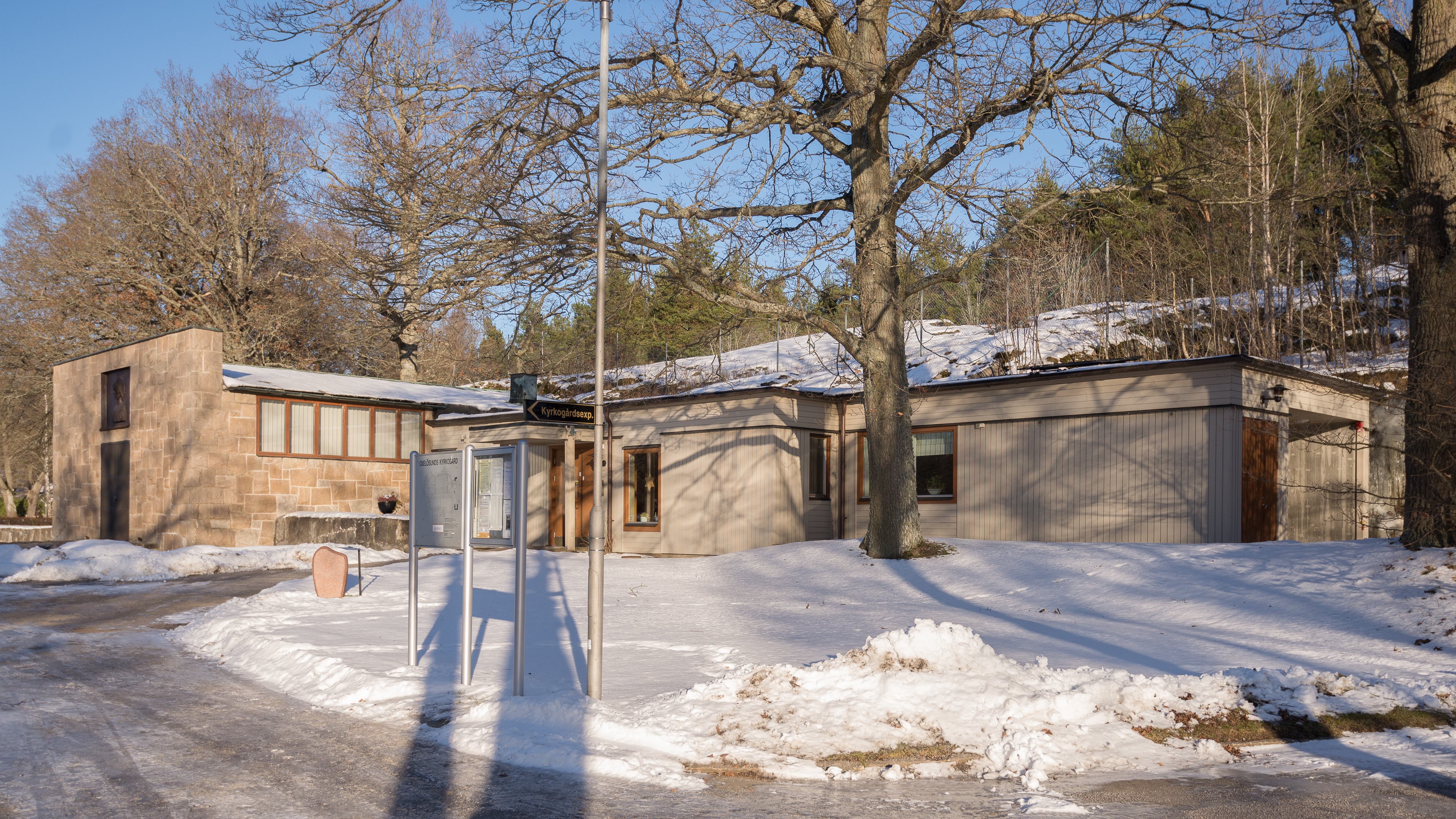
Kapellet med Rolf Berghs tillbyggnad till höger.

Frösängs kapell (även Frösängskapellet) är ett kapell vid Oxelösunds kyrkogård i Oxelösund ritat av Gunnar Asplund och invigt 1938. Kapellet tillhör Oxelösunds församling och används framför allt vid begravningar. I anslutning till kapellet och kyrkogården finns en klockstapel som stod på platsen för Sankt Botvids kyrka och flyttades till kyrkogården när kyrkan byggdes.

## Byggnaden
Kapellet invigdes 1938 och ritades av Gunnar Asplund som även formgav kyrkogården. Byggnadens har enligt den kulturhistoriska värderingen en stramt sluten, funktionalistisk karaktär och en rektangulär, kubisk form. Fasaden är klädd med oregelbundet formade kalkstensskivor och västfasaden med huvudentrén koppardörrar är markerat med ett murkrön. Kapellet byggdes till i vinkel efter ritningar av Rolf Bergh i början av 1970-talet.
Invändigt består kapellet av ett rektangulärt kapellrum/ceremonirum och avslutas i öster med en rak kordel som begränsas av två utskjutande murdelar från syd- och nordväggen. Kapellet har ett golv av ljus kalksten, lagt i cementblandat bruk. På ytan där kisthissen till källare fanns tidigare ligger en skiva klädd med ekparkett. Väggarna har en sockellist av grå kalksten. Däröver är väggarna putsade och målade i en gulvit kulör.

## Kulturhistoriskt värde
I den kulturhistoriska värderingen beskrivs byggnaden som en god representant för Asplunds och 1930-talets funktionalistiska arkitektur och för den tidens begravningskapell. Skiftningar i känslolivet avspeglade arkitekten medvetet i arkitekturen genom kontraster i material, ljus och mörker, öppet och slutet. Arkitekturen är stram men byggnaden har ljusa fasader klädda med bearbetade kalkstensskivor. Ett högt placerat fönsterband i söder ger interiören skiftningar i ljusinsläppen och samtidigt en avskildhet.